# Ramienica kosmata
Ramienica kosmata, ramienica szczecinowata (Chara hispida) – gatunek ramienicy, jeden z pierwszych opisanych przez Linneusza. Polskie nazwy używane są rzadko.  Jan Krzysztof Kluk użył nazwy ramienica szczecinowata, natomiast Zbigniew Podbielkowski i Henryk Tomaszewicz używają nazwy ramienica kosmata (którą to nazwę Kluk odnosił do Chara tomentosa).

## Morfologia
Pokrój
Stosunkowo duży makroglon (zwykle do 80 cm długości, ale starsze osobniki mogą dorastać do 2 m) o silnie rozgałęzionej plesze. Gruba (2-3 mm średnicy), wyraźnie skręcona nibyłodyga z długimi (do 15 cm) międzywęźlami. Plecha od szarozielonej do zielonożółtej, zwykle silnie inkrustowana węglanem wapnia, przez co krucha, ale w porównaniu z innym ramienicami jest to słabsza tendencja. Gołym okiem widoczne przylistki i okolcowanie. Roślina jednopienna. 
Okorowanie
Dwurzędowe. Dość regularne, a rzędy główne zazwyczaj nieco słabiej wykształcone niż boczne, choć czasem jest to słabo wyraźne, a okolcowanie może zasłaniać strukturę.
Nibyliście
Długie (do 8 cm), cienkie (0,5 mm średnicy) i dość sztywne. Wyraźnie krótsze od międzywęźli. Nieco zagięte do wewnątrz. 8–11 (najczęściej 10) w okółku. 5–8 członów, z czego ostatni nieokorowany, zbudowany z jednej lub dwóch komórek i zwykle bardzo wyraźny (czasem grubszy od członów okorowanych) i krótko zaostrzony. 
Nibylistki
Zwykle wyraźne. Wewnętrzne przeważnie długie i cienkie, wyraźnie dłuższe od lęgni, ostro zakończone, podczas gdy na zewnątrz słabiej wykształcone (wałeczkowate). Na liściach płonnych wyraźnie krótsze niż na płodnych, czasem nawet zaledwie brodawkowate.
Kolce
Igiełkowate (wyjątkowo wałeczkowate), u nasady rozszerzone. O długości zbliżonej do średnicy międzywęźla. Pojedyncze lub po 2–3 w pęczkach. Zwykle gęsto położone, tak że mogą zasłonić okorowanie. W dolnych międzywęźlach słabiej wykształcone i rzadziej rozmieszczone, aż do braku.
Przylistki
Wyraźnie wykształcone. W dwurzędowych okółkach, bardzo mało zróżnicowane. Kształtem i długością przypominają kolce. Czasem gęsto rozmieszczone, co sprawia wrażenie upakowania w pęczki.
Plemnie
Pojedyncze. W 2–5 węzłach nibyliści. Czerwone, mniejsze od lęgni (0,5 mm średnicy).
Lęgnie
Inkrustowane. Duże (1,2–1,4 mm długości). Pojedyncze. W 2–5 węzłach nibyliści. Żółtozielone. Koronka duża, wyraźnie rozchylona, o gładkich, zaokrąglonych krawędziach.
Zmienność
W wodach płytkich zwykle mniejsze formy (do 20 cm), o krótkich międzywęźlach i nibyliściach, których grubość wówczas niemal dorównuje nibyłodydze. Kolor plechy takich form zwykle zielonopomarańczowy.  
Podobne gatunki
Ramienica zwyczajna, ramienica wielokolczasta, ramienica kolczasta

## Biologia
Roślina wieloletnia.

## Ekologia

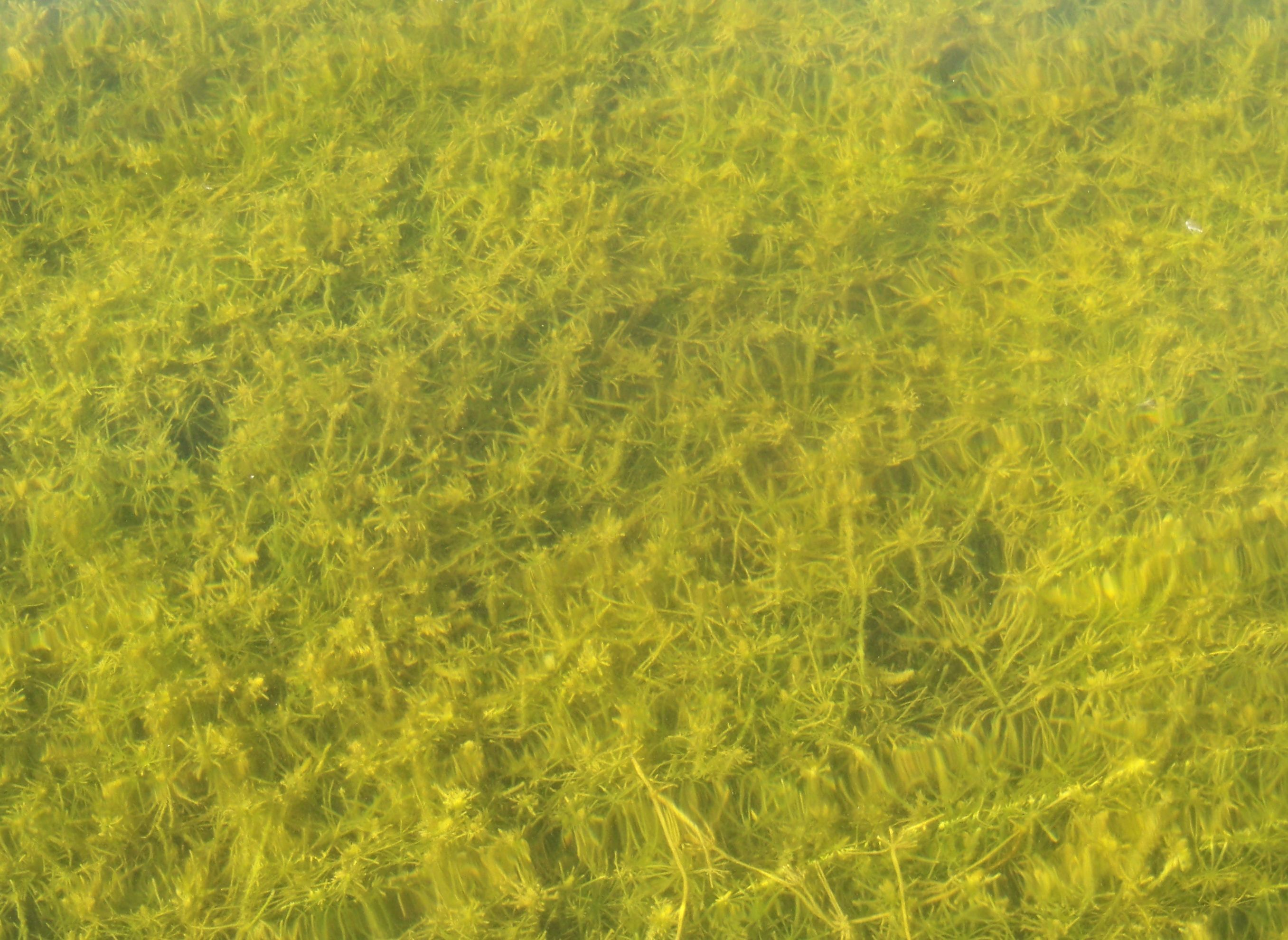
Łąka ramienicy kosmatej w Jeziorze Wielkowiejskim

Gatunek słodkowodny. Nie występuje w wodach szybko płynących. Występuje głównie w jeziorach mezotroficznych i słabo eutroficznych, wykazując dość wąską tolerancję ekologiczną co do trofii. Także w mniejszych zbiornikach, jak i w rowach. Zwykle w wodach płytkich litoralu (zwykle 0,5–2 m głębokości), preferując podłoże organiczne. Często tworzy zespół roślinny Charetum hispidae w postaci zwartej, intensywnie zielonej łąki ramienicowej. Zwykle ma to miejsce w zbiornikach małych (astatycznych), a w większych jeziorach w miejscach płytkich, zabagnionych (maksymalnie sięga do 1 m głębokości). W jeziorach środkowej i zachodniej Europy występuje w wodach o różnym stanie ekologicznym, ale jest jednym z gatunków najczęściej spotykanych w wodach o dobrym stanie.
Występowanie
Występuje w większej części Europy i w Brazylii. W Polsce dość rzadka, ale spotykana w całym kraju. Zwarte zbiorowiska rzadkie, częstsze w Wielkopolsce.

## Zagrożenia i ochrona
Według Czerwonej listy roślin i grzybów Polski jest gatunkiem wymierającym. Podlega w Polsce ochronie gatunkowej. Obecność jej zbiorowiska w zbiorniku jest podstawą do objęcia go ochroną jako siedlisko przyrodnicze 3140 (twardowodne oligo– i mezotroficzne zbiorniki z podwodnymi łąkami ramienic Charetea) w systemie Natura 2000.